# Rada Wykonawcza (Martynika)

## Lista przewodniczących Rady Generalnej
| #   | Imię i Nazwisko                    | Kadencja      | Kadencja        |
| #   | Imię i Nazwisko                    | Od            | Do              |
| --- | ---------------------------------- | ------------- | --------------- |
| 1   | Joseph Lagrosillière (1872–1950)   | 1945          | 1945            |
| 2   | Georges Gratiant (1907–1992)       | 1945          | 1947            |
| 3   | Paul Symphor-Monplaise (1893–1968) | 1947          | 1948            |
| 4   | François Duval (1903–1984)         | 1948          | 1953            |
| 5   | Alphonse Jean-Joseph               | 1953          | 1957            |
| 6   | Tertulien Robinel (1891–1989)      | 1957          | 1964            |
| (4) | François Duval (1903–1984)         | 1964          | 1970            |
| 7   | Émile Maurice (1910–1993)          | 1970          | kwiecień 1992   |
| 8   | Claude Lise (1941–)                | kwiecień 1992 | 31 marca 2011   |
| 9   | Josette Manin (1950-)              | 31 marca 2011 | 18 grudnia 2015 |

## Lista przewodniczących Rady Wykonawczej
| # | Imię i Nazwisko             | Kadencja        | Kadencja |
| # | Imię i Nazwisko             | Od              | Do       |
| - | --------------------------- | --------------- | -------- |
| 1 | Alfred Marie-Jeanne (1936–) | 18 grudnia 2015 | nadal    |